# Liste der Brücken über den Unterlauf des Mississippi
Die Liste der Brücken über den Unterlauf des Mississippi enthält die Brücken über den Lower Mississippi River südlich der Einmündung des Ohio River bei Cairo (Illinois) (36° 59′ 4″ N, 89° 8′ 0″ W) bis zum Golf von Mexiko. Die Orte beginnen mit den Orten auf dem linken (östlichen) Ufer. Spannweite bezeichnet die Spannweite der Hauptöffnung. Baujahr bezeichnet das Jahr der Fertigstellung der Brücke. Die Mehrzahl der Brücken sind stählerne Auslegerbrücken bzw. Gerberträgerbrücken, nur die Hernando de Soto Bridge ist eine Bogenbrücke; die wenigen Schrägseilbrücken sind in den Bemerkungen bezeichnet.
| Bild | Name                                                 | Spann- weite m | Ort                                                                                            | Bau- jahr | Nutzung                                                   | Bemerkung |
| ---- | ---------------------------------------------------- | -------------- | ---------------------------------------------------------------------------------------------- | --------- | --------------------------------------------------------- | --- |
|      | Caruthersville Bridge                                | 280            | Dyersburg, Tennessee Caruthersville, Missouri 36° 6′ 54″ N, 89° 36′ 47″ W                      | 1976      | Interstate 155 U.S. Highway 412                           | Vierspurige Straßenbrücke |
|      | Hernando de Soto Bridge                              | 274            | Memphis, Tennessee West Memphis, Arkansas 35° 9′ 10″ N, 90° 3′ 50″ W                           | 1973      | Interstate 40                                             | Sechsspurige Autobahnbrücke, Fachwerkbogenbrücke |
|      | Harahan Bridge                                       | 241            | Memphis, Tennessee West Memphis, Arkansas 35° 7′ 45″ N, 90° 4′ 33″ W                           | 1916      | Union Pacific Railroad                                    | Zweigleisige Eisenbahnbrücke |
|      | Frisco Bridge                                        | 241            | Memphis, Tennessee West Memphis, Arkansas 35° 7′ 43″ N, 90° 4′ 35″ W                           | 1892      | BNSF Railway                                              | Erster und lange Zeit einziger fester Übergang über den Mississippi unterhalb von St. Louis; eingleisige Eisenbahnbrücke, früher mit Straßenbenutzung. Als National Historic Landmark und Historic Civil Engineering Landmark registriert.               |
|      | Memphis–Arkansas Bridge                              | 241            | Memphis, Tennessee West Memphis, Arkansas 35° 7′ 42″ N, 90° 4′ 36″ W                           | 1949      | Interstate 55 U.S. Highway 61, 64, 70, 79                 | Vierspurige Straßenbrücke |
|      | Helena Bridge                                        | 245            | Lula, Mississippi Helena-West Helena, Arkansas 34° 29′ 48″ N, 90° 35′ 17″ W                    | 1961      | U.S. Highway 49                                           | Zweispurige Straßenbrücke |
|      | Charles W. Dean Bridge (geplant)                     | 457            | Benoit, Mississippi Arkansas City, Arkansas 33° 37′ 12″ N, 91° 8′ 10″ W                        | n. a.     | Interstate 69 278                                         | Wegen fehlender Finanzmittel noch nicht ausgeführte Schrägseilbrücke |
|      | Greenville Bridge                                    | 420            | Greenville, Mississippi Lake Village, Arkansas 33° 17′ 14″ N, 91° 9′ 15″ W                     | 2010      | U.S. Highway 82, 278                                      | Schrägseilbrücke; vierspurige Straßenbrücke als Ersatz für die demontierte Benjamin G. Humphreys Bridge (1940), die an einer engen Flussbiegung stand, was öfters zu Schifffahrtsunfällen führte.                                                        |
|      | Old Vicksburg Bridge                                 | 251            | Vicksburg, Mississippi Delta, Louisiana 32° 18′ 52″ N, 90° 54′ 17″ W                           | 1930      | Kansas City Southern Railway, früher auch U.S. Highway 80 | Eingleisige Eisenbahnbrücke, die bis 1998 auch eine Spur für den Straßenverkehr enthielt, der abwechselnd mit dem Zugverkehr freigegeben wurde. Sie wurde 1989 in das National Register of Historic Places aufgenommen.                                  |
|      | Vicksburg Bridge                                     | 265            | Vicksburg, Mississippi Delta, Louisiana 32° 18′ 55″ N, 90° 54′ 30″ W                           | 1973      | Interstate 20 U.S. Highway 80                             | Vierspurige Straßenbrücke, die die Old Vicksburg Bridge entlastete. |
|      | Natchez–Vidalia Bridge                               | 258            | Natchez, Mississippi Vidalia, Louisiana 31° 33′ 33″ N, 91° 25′ 9″ W                            | 1940 1980 | U.S. Highway 84, 425                                      | Zwei parallele zweispurige Straßenbrücken |
|      | John James Audubon Bridge                            | 482            | St. Francisville, Louisiana New Roads, Louisiana 30° 43′ 39″ N, 91° 21′ 18″ W                  | 2011      | Louisiana Highway 10                                      | Mit 482 m Spannweite gehört sie weltweit zu den 50 größten Schrägseilbrücken; auf dem amerikanischen Kontinent ist sie nach der Baluarte-Brücke in Mexiko jedoch die zweitgrößte. Sie ist nach dem Ornithologen und Zeichner John James Audubon benannt. |
|      | Huey P. Long Bridge (Baton Rouge)                    | 259            | Baton Rouge, Louisiana Port Allen, Louisiana 30° 30′ 25″ N, 91° 11′ 51″ W                      | 1940      | Kansas City Southern Railway U.S. Highway 190             | Eingleisige Eisenbahnbrücke mit beidseits von Kragarmen getragenen zweispurigen Straßen. |
|      | Horace Wilkinson Bridge                              | 376            | Baton Rouge, Louisiana Port Allen, Louisiana 30° 26′ 23″ N, 91° 11′ 47″ W                      | 1968      | Interstate 10                                             | Sechsspurige Straßenbrücke |
|      | Sunshine Bridge                                      | 251            | Sorrento, Louisiana Donaldsonville, Louisiana 30° 5′ 53″ N, 90° 54′ 44″ W                      | 1964      | Louisiana Highway 70                                      | Vierspurige Straßenbrücke |
|      | Gramercy Bridge (Veterans Memorial Bridge)           | 445            | Gramercy, Louisiana Wallace, Louisiana 30° 2′ 47″ N, 90° 40′ 22″ W                             | 1995      | Louisiana Highway 3213                                    | Vierspurige Straßenbrücke |
|      | Hale Boggs Memorial Bridge (Luling-Destrehan Bridge) | 372            | Destrehan, Louisiana Luling, Louisiana 29° 56′ 33″ N, 90° 22′ 25″ W                            | 1983      | Interstate 310                                            | Vierspurige Straßenbrücke; Schrägseilbrücke mit orthotroper Platte als Fahrbahnträger. |
|      | Huey P. Long Bridge (Jefferson Parish)               | 241            | Elmwood, Jefferson Parish Bridge City, Jefferson Parish, Louisiana 29° 56′ 39″ N, 90° 10′ 7″ W | 1935 2013 | New Orleans Public Belt Railroad U.S. Highway 90          | Innerhalb der Fachwerkkonstruktion mittig zwei Eisenbahngleise mit beidseits dreispurigen Straßen. |
|      | Crescent City Connection                             | 480 486        | New Orleans, Louisiana 29° 56′ 17″ N, 90° 3′ 27″ W                                             | 1958 1988 | U.S. Highway 90                                           | Zwei parallele je vierspurige Straßenbrücken. Die ältere war die drittlängste Ausleger-Fachwerkbrücke nach der Québec-Brücke und der Forth Bridge. |

- Karte mit allen Koordinaten:
- OSM |
- WikiMap